# 宁浩
甯浩（1977年9月9日—），山西太原人，毕业于北京师范大学艺术系和北京电影学院摄影系。中国电影导演、编剧，擅长拍摄现实主义喜剧，常与演员黄渤合作，也常出演自己电影的小角色。

## 生平
宁浩10岁起学画。1996年中专毕业后，被分到太原市话剧团做美工。1997年，20岁的宁浩来到北京，报名工艺美院成人高考班，期间半工半读，向地下室出租屋室友学习摄影后代拍人像写真，但未能如愿考上美院，而是进入垫底志愿的北京师范大学艺术系影视节目制作专业，同时以MV导演为副业，拍摄过上百支MV。2001年，他在北师大的毕业作品《星期四星期三》获得北京大学生电影节最佳导演奖和中国大学生电影数码媒体竞赛银奖。2003年，宁浩从北京电影学院摄影系图片摄影专业毕业。
宁浩的电影处女长片《香火》（2003）首映于瑞士洛迦诺电影节，后获得东京银座电影节大奖、香港国际电影节亚洲数码竞赛单元金奖，被香港艺术中心授予“2004年最佳电影”奖。他的第二部作品《绿草地》入选2004年柏林电影节国际新电影单元和香港电影节，被评为上海电影节亚洲区最受欢迎影片。
2006年，刘德华的“亚洲新星导”计划选中宁浩，投资拍摄了他的黑色幽默电影《疯狂的石头》，令其成为中国炙手可热的新锐导演。该片获得第七届华语电影传媒大奖最佳导演奖、第十四届北京大学生电影节最佳导演奖、第十二届华表奖优秀新人导演奖和第43届金马奖最佳原著剧本奖，以及第43届金马奖最佳导演提名、第17届金鸡百花奖最佳导演提名和第29届香港电影金像奖最佳亚洲电影提名。
2009年1月上映的《疯狂的赛车》延续了《疯狂的石头》的黑色幽默风格，投资1000万出头由黄渤主演，并取得了1亿人民币的票房收入，宁浩也因此成为继张艺谋、冯小刚和陈凯歌后，内地第四位“亿元俱乐部”导演，影片获得第46届金马奖最佳剧情片提名。其西部公路电影《无人区》虽然早已在新疆完成拍摄并原定于2011年上映，但由于多种原因（包括审查）一直未能如期上映，最终确定于2013年12月3日公映。影片入圍第64屆柏林电影节主竞赛单元，中国大陆获得良好口碑和2.6亿票房的佳绩。
2012年4月上映作品《黄金大劫案》，讲述满洲国背景时期一名小混混的成长史，中国票房为1.5亿人民币。下一部作品《心花路放》由中国电影股份有限公司出品并发行的IMAX电影，并于2013年10月开始在北京、张家界、大理等地取景拍摄，它是一部黄渤和徐峥主演的“治愈系”路线的公路喜剧片，也是投资最大的一部宁浩电影，中国于2014年9月30日上映。最终票房达到11.47亿，成为继《人再囧途之泰囧》、《西游降魔篇》和《西游记之大闹天宫》之后第四部过10亿的华语片，以及第三部过11亿的华语片。2014年11月，国家电影局开展“中美电影人才交流计划”，选派郭帆、宁浩、陈思诚、肖央、路阳五位青年导演赴美交流学习。
2015年4月13日，宁浩聯同高振順家族財團瑞東金融、董平（文化中國傳播（阿里巴巴影業前身）前主席）、機管局主席蘇澤光、徐崢、高志凱等人，合共認購21控股有限公司1,731,416,556股（代價為6.806億港元）股份，完成後更名「歡喜傳媒集團有限公司」。其後在2015年9月2日委任「歡喜傳媒集團有限公司」非執行董事。
2017年他开拍科幻喜剧片《疯狂的外星人》，改编自科幻作家刘慈欣的短篇小说《乡村教师》，黄渤和沈腾主演，2019年2月5日（农历己亥年大年初一）上映后取得22亿人民币的佳绩。2018年他与徐峥共同监制的剧情片《我不是药神》由新导演文牧野执导，取得近31亿人民币的高票房。2020年擔任多段式电影《我和我的家乡》总导演，于2020年10月在中国上映。
2024年，宁浩和刘德华合作的喜剧电影《红毯先生》票房失利，在经历一次改档，一次撤档后，最终票房9400万，亏损超过2亿。

## 家庭
宁浩的妻子邢爱娜是一名编剧，一直参与宁浩作品的剧本创作。邢爱娜于2009年产下一子。

## 作品
| 年度     | 类型   | 片名                    | 职务                     | 角色     | 获奖 | 備註             |
| 时间不详 | MV     | 李宇春《Happy wake up》 | 导演                     |          | |                  |
| 时间不详 | MV     | 朴树《Colorful days》   | 导演                     |          | |                  |
| 时间不详 | MV     | 金海心《悲伤的秋千》    | 导演                     |          | |                  |
| 时间不详 | MV     | 汪峰《在雨中》          | 导演                     |          | |                  |
| 2000年   | 电视剧 | 老百姓                  | 执行导演                 |          | |                  |
| 2001年   | 电影   | 星期四，星期三          | 导演、编剧、摄影         |          | |                  |
| 2002年   | 电视剧 | 老山                    | 导演                     |          | |                  |
| 2002年   | 电视剧 | 危情出击                | 导演                     |          | |                  |
| 2003年   | 电影   | 香火                    | 导演、编剧、摄影         |          | |                  |
| 2004年   | 电视剧 | 中国式离婚              | 执行导演                 |          | |                  |
| 2005年   | 电影   | 绿草地                  | 导演                     |          | |                  |
| 2006年   | 电影   | 疯狂的石头              | 导演、编剧、演员         | 医生     | 第43届金马奖最佳原著剧本 第七届华语电影传媒大奖最佳导演 第十四届北京大学生电影节最佳导演 第十二届华表奖优秀新人导演 |                  |
| 2009年   | 电影   | 疯狂的赛车              | 导演、编剧、演员         | 出租司机 | 第46届金马奖最佳视觉效果奖                                                                                          |                  |
| 2010年   | 电影   | 一只狗的大学时光        | 艺术指导                 |          | | 导演: 卢正雨     |
| 2012年   | 电影   | 黄金大劫案              | 导演、演员               | 伪警长   | |                  |
| 2012年   | 电影   | 桃姐                    | 演员                     | 自己     | | 客串             |
| 2013年   | 电影   | 无人区                  | 导演、演员               | 路人甲   | | 2009年拍攝       |
| 2014年   | 电影   | 心花路放                | 导演、编剧               |          | |                  |
| 2018年   | 电影   | 我不是药神              | 监制、演员               | 房东     | |                  |
| 2018年   | 电影   | 一出好戏                | 演员                     |          | | 客串             |
| 2019年   | 电影   | 疯狂的外星人            | 製片人、导演、故事、编剧 |          | | 2017年开拍       |
| 2019年   | 电影   | 流浪地球                | 演员                     |          | | 客串             |
| 2019年   | 电影   | 我和我的祖国            | 导演                     |          | 第十八届华表奖优秀导演奖                                                                                            | 多位导演联合拍摄 |
| 2019年   | 电影   | 受益人                  | 监制                     |          | |                  |
| 2020年   | 短片   | 巴依尔的春节            | 导演                     |          | | BMW广告短片      |
| 2020年   | 电影   | 我和我的家乡            | 总导演                   |          | | 多位导演联合拍摄 |
| 2021年   | 电影   | 刺杀小说家              | 监制                     |          | |                  |
| 2021年   | 电影   | 热带往事                | 监制                     |          | |                  |
| 2024年   | 电影   | 红毯先生                | 导演                     |          | |                  |
| 2024年   | 电影   | 爆款好人                | 监制、导演               |          | | [ 21 ]           |

## 奖项
- 2001年 第八届北京大学生电影节最佳导演奖《星期四，星期三》
- 2006年 第43屆金馬獎最佳原著剧本《疯狂的石头》
- 2007年 第十二届中国电影华表奖优秀新人导演奖《疯狂的石头》
- 2007年 第七届华语电影传媒大奖最佳导演《疯狂的石头》
- 2007年 第十四届北京大学生电影节最佳导演《疯狂的石头》
- 2009年 第二届铁象电影大赏年度导演奖《疯狂的赛车》
- 2009年 中国影视年度风云人物——宁浩（疯狂的赛车》
- 2023年 第十八届中国电影华表奖优秀导演奖《我和我的祖国》

### 重要提名
疯狂的石头
- 第43届金马奖最佳导演（提名）
- 第29届香港电影金像奖最佳亚洲电影（提名）
- 第17届中国金鸡百花奖最佳导演（提名）

疯狂的赛车
- 第46届金马奖最佳剧情片（提名）
- 第46届金马奖原著剧本（提名）

无人区
- 第64届柏林电影节主竞赛单元